# Beverly Hilton Hotel

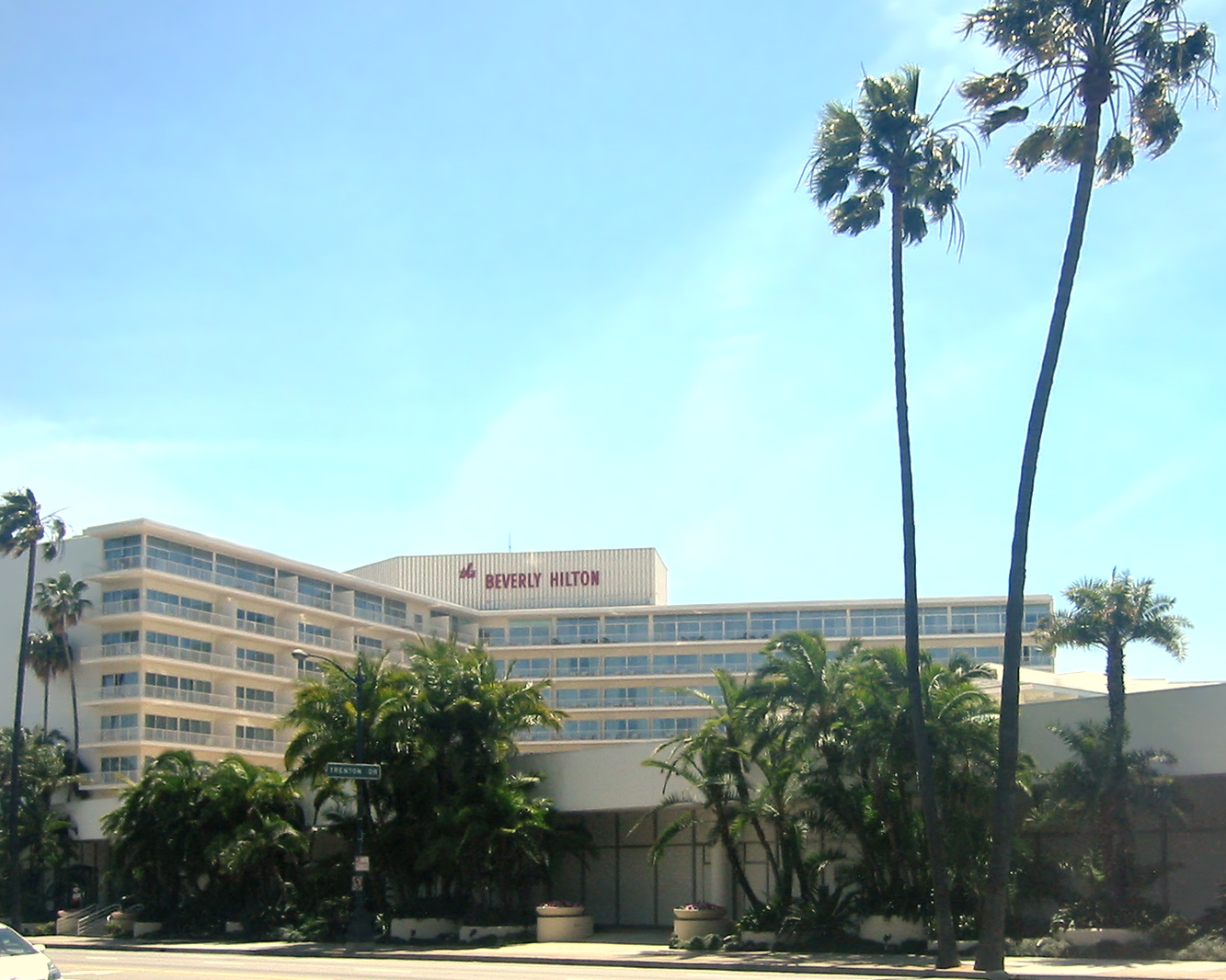
Vista del Beverly Hilton Hotel

Il Beverly Hilton Hotel è un hotel statunitense situato a Beverly Hills, nello stato della California.
Celebre per essere dal 1961 la sede del premio annuale Golden Globe, negli anni ha ospitato numerose celebrità e, secondo quanto raccontò Philip Watson, fu abituale luogo d'incontro di John Fitzgerald Kennedy e Marilyn Monroe.
La cantautrice e attrice Whitney Houston è morta in questo hotel l'11 febbraio 2012.